# Okres Přerov
Okres Přerov je okres na jihovýchodě Olomouckého kraje. Sídlem jeho dřívějšího okresního úřadu bylo město Přerov, které je obcí s rozšířenou působností. Kromě jeho správního obvodu okres obsahuje ještě správní obvody obcí s rozšířenou působností Hranice a Lipník nad Bečvou.
V rámci Olomouckého kraje sousedí s okresy Prostějov a Olomouc, dále hraničí s okresem Nový Jičín Moravskoslezského kraje a okresy Vsetín a Kroměříž Zlínského kraje.

## Charakteristika okresu
Přerovsko se rozkládá na úrodné Hané, která zde ale již postupně přechází na severu v Moravskou bránu, obklopenou z jedné strany Oderskými vrchy a z druhé Podbeskydskou pahorkatinou. K roku 2019 měl okres rozlohu 854 km², z toho 69,6 % tvořila zemědělská půda a jen 16,1 % lesy. Jižní částí území protéká řeka Morava, do které se u Tovačova vlévá Bečva, která jinak tvoří osu celého okresu. Zejména tuto oblast v blízkosti Tovačovských jezer také v roce 1997 nejvíce postihly ničivé povodně.
Administrativně se okres člení na tři správní obvody obcí s rozšířenou působností (Hranice, Lipník nad Bečvou a Přerov), které se dále člení na čtyři správní obvody obcí s pověřeným obecním úřadem (Hranice, Kojetín, Lipník nad Bečvou a Přerov). Největšími městy jsou Přerov (43 tisíc obyvatel), Hranice (18 tisíc obyvatel), Lipník nad Bečvou (8 tisíc obyvatel) a Kojetín (6 tisíc obyvatel). Okresem prochází dálnice D1, D35 a D48. Dále silnice I. třídy I/35, I/47, I/48 a I/55. Silnicemi II. třídy jsou II/150, II/367, II/434, II/435, II/436, II/437, II/438, II/439, II/440, II/441 a II/490. Významným železničním uzlem je Přerov.
Příroda okresu je silně chráněna, nachází se zde národní přírodní památka Zbrašovské aragonitové jeskyně, tři národní přírodní rezervace (Hůrka u Hranic, Zástudánčí a Žebračka), sedm přírodních památek (Kamenice, Lhotka u Přerova, Malé laguny, Na Popovickém kopci, Nad kostelíčkem, Těšice a V oboře) a šest přírodní rezervací (Bukoveček, Doubek, Dvorčák, Malá Kobylanka, Škrabalka a Velká Kobylanka). Velmi známá je také Hranická propast a v lokalitě Předmostí u Přerova se dochovalo významné archeologické naleziště z doby lovců mamutů. Z kulturních pamětihodností je také možné navštívit zříceninu hradu Helfštýn, zámek Tovačov nebo třeba památky historického města Lipník nad Bečvou, případně lázně Teplice nad Bečvou.

## Seznam obcí a jejich částí
Města jsou uvedena tučně, městyse kurzívou, části obcí malince.
Bělotín (Kunčice • Lučice • Nejdek) •
Beňov (Prusy) •
Bezuchov •
Bohuslávky •
Bochoř •
Brodek u Přerova (Luková) •
Buk •
Býškovice •
Císařov •
Citov •
Čechy •
Čelechovice •
Černotín (Hluzov) •
Dobrčice •
Dolní Nětčice •
Dolní Těšice •
Dolní Újezd (Skoky • Staměřice) •
Domaželice •
Dřevohostice •
Grymov •
Hlinsko •
Horní Moštěnice •
Horní Nětčice •
Horní Těšice •
Horní Újezd •
Hrabůvka •
Hradčany •
Hranice (I-Město • II-Lhotka • III-Velká • IV-Drahotuše • V-Rybáře • VI-Valšovice • VII-Slavíč • VIII-Středolesí • IX-Uhřínov) •
Hustopeče nad Bečvou (Hranické Loučky • Poruba • Vysoká) •
Jezernice •
Jindřichov •
Kladníky •
Klokočí •
Kojetín (I-Město • II-Popůvky • III-Kovalovice) •
Kokory •
Křenovice •
Křtomil •
Lazníčky •
Lazníky (Svrčov) •
Lhota •
Lhotka •
Lipník nad Bečvou (I-Město • III-Nové Dvory • V-Podhoří • VI-Loučka • VII-Trnávka) •
Lipová •
Líšná •
Lobodice (Cvrčov • Chrbov) •
Luboměř pod Strážnou •
Malhotice •
Měrovice nad Hanou •
Milenov •
Milotice nad Bečvou •
Nahošovice •
Nelešovice •
Oldřichov •
Olšovec (Boňkov) •
Opatovice •
Oplocany •
Oprostovice •
Osek nad Bečvou •
Paršovice •
Partutovice •
Pavlovice u Přerova •
Podolí •
Polkovice •
Polom •
Potštát (Boškov • Kovářov • Kyžlířov • Lipná) •
Prosenice •
Provodovice •
Přerov (I-Město • II-Předmostí • III-Lověšice • IV-Kozlovice • V-Dluhonice • VI-Újezdec • VII-Čekyně • VIII-Henčlov • IX-Lýsky • X-Popovice • XI-Vinary • XII-Žeravice • XIII-Penčice) •
Přestavlky •
Radíkov •
Radkova Lhota •
Radkovy •
Radotín •
Radslavice •
Radvanice •
Rakov •
Rokytnice •
Rouské •
Říkovice •
Skalička •
Soběchleby •
Sobíšky •
Stará Ves •
Stříbrnice •
Střítež nad Ludinou •
Sušice •
Šišma •
Špičky •
Teplice nad Bečvou •
Tovačov (I-Město • II-Annín) •
Troubky •
Tučín •
Turovice •
Týn nad Bečvou •
Uhřičice •
Ústí •
Veselíčko (Tupec) •
Věžky •
Vlkoš (Kanovsko) •
Všechovice •
Výkleky •
Zábeštní Lhota •
Zámrsky •
Žákovice •
Želatovice